# Pelomyxa palustris
Pełzak błotny (Pelomyxa palustris) – gatunek pełzaka należącego do supergrupy Amoebozoa. Występuje na dnie zbiorników wodnych. Porusza się za pomocą szerokiej nibynóżki zwanej lobopodium. Osiąga wielkość 750 μm do 3 mm. Odżywia się bakteriami, okrzemkami, glonami.